# Генрих Хеслер
Генрих фон Хеслер (нем. Heinrich von Hesler) — средневековый поэт XIII века. Генрих Хеслер происходил из рода фон Хеслер из местности Бургхеслер (Burgheßler) близ Эккартсберга. В соседнем Клостерхезелере этот род учредил женский монастырь ордена цистерцианцев. Генрих был мирянином (nôthafter rîter) и больше был близок к францисканскому ордену.
Ранее выдвигавшаяся гипотеза о том, что он жил в орденской Пруссии и был в тесных контактах с Тевтонским орденом — исключена.
Он, вероятно, работал в Тюрингии. Так, он сообщает о том, что его стихи в Небре подвергались резким нападкам. Сохранились следующие формы записи его имени: Heinrich von Hasiliere (во фрагменте «Спасение») или Heinrich heiz ich mins rechten namen, Hesler ist min hus genannt («Апокалипсис»).

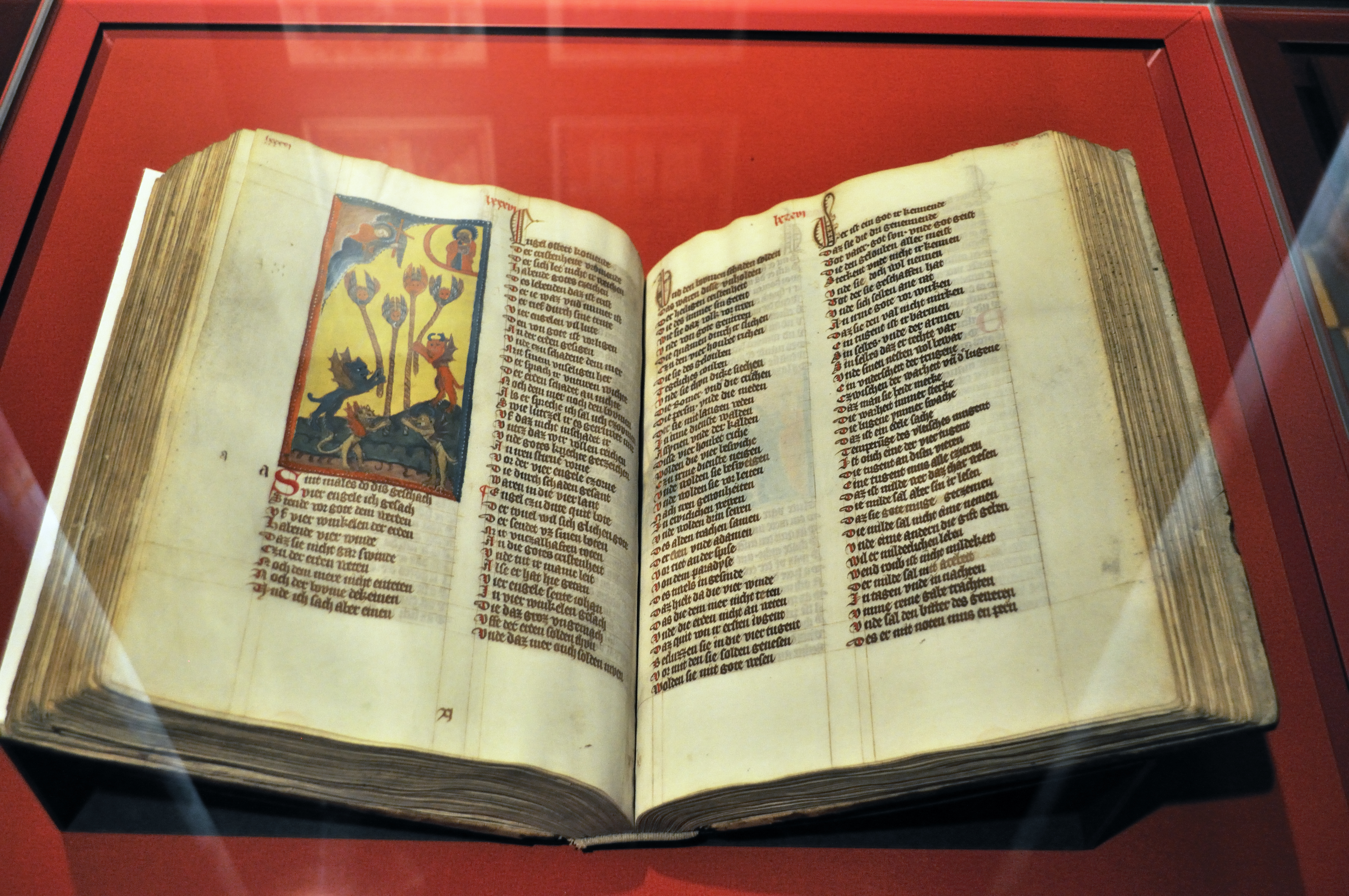
Рукопись rps 44/IV, выставленная в замке Мариенбург

## Труды
Генриху фон Хеслеру приписывают три работы:
- рифмованный «Апокалипсис», парафраз Откровения св. Иоанна из 27 000 стихотворных строк;
- немецкая переработка апокрифа «Евангелие от Никодима»;
- работа, называемая «Спасение», вызывающая затруднение в интерпретации, так как эта работа сохранилась лишь в виде короткого фрагмента, весьма сложно определить её содержание. Заголовок «Спасение» — это современное название, основанное на содержании сохранившегося текста, в котором речь идёт о Адаме и Еве и грехопадении. Сообщение настолько скудное, что речь скорее должна идти об экскурсе, чей контекст не представляется возможным восстановить.

## Списки
«Апокалипсис» и «Евангелие Никодима» часто переписывалось.
Имеется 5 полных рукописей «Апокалипсиса» и 14 — во фрагментах, из которых Библия Польской академии наук (BGPAN, Ms. 2415) считается аутентичной. 

Три из полностью сохранившихся рукописей: штутгартская и две торнские (WLB Stuttgart, HB XIII 11 und die ehemals Königsberger Handschriften UB Toruń rps 44/IV und 64 /III) происходят из владений Тевтонского ордена, обе торнских рукописи вероятно из управляемого Верховным маршалом ордена Кёнигсберга. Эти три рукописи снабжены миниатюрами. Происходят ли эти рукописи из одной мастерской — пока остается спорным. 

В штутгартской рукописи по сравнению с кёнигсбергскими прослеживается сильное влияние французской миниатюры в изображении Апокалипсиса.

Иконография миниатюр связана с Тевтонским орденом, так, можно увидеть, например, рыцарей в орденской одежде рядом с князем Конца времен в битве против народа Гог и Магог и священника Тевтонского ордена при крещении евреев в Конце времен. 

Рукопись Toruń 64 /III первоначально содержала текст близкий к Данцигской рукописи, который из-за чистки превратился практически в новое сочинение. 

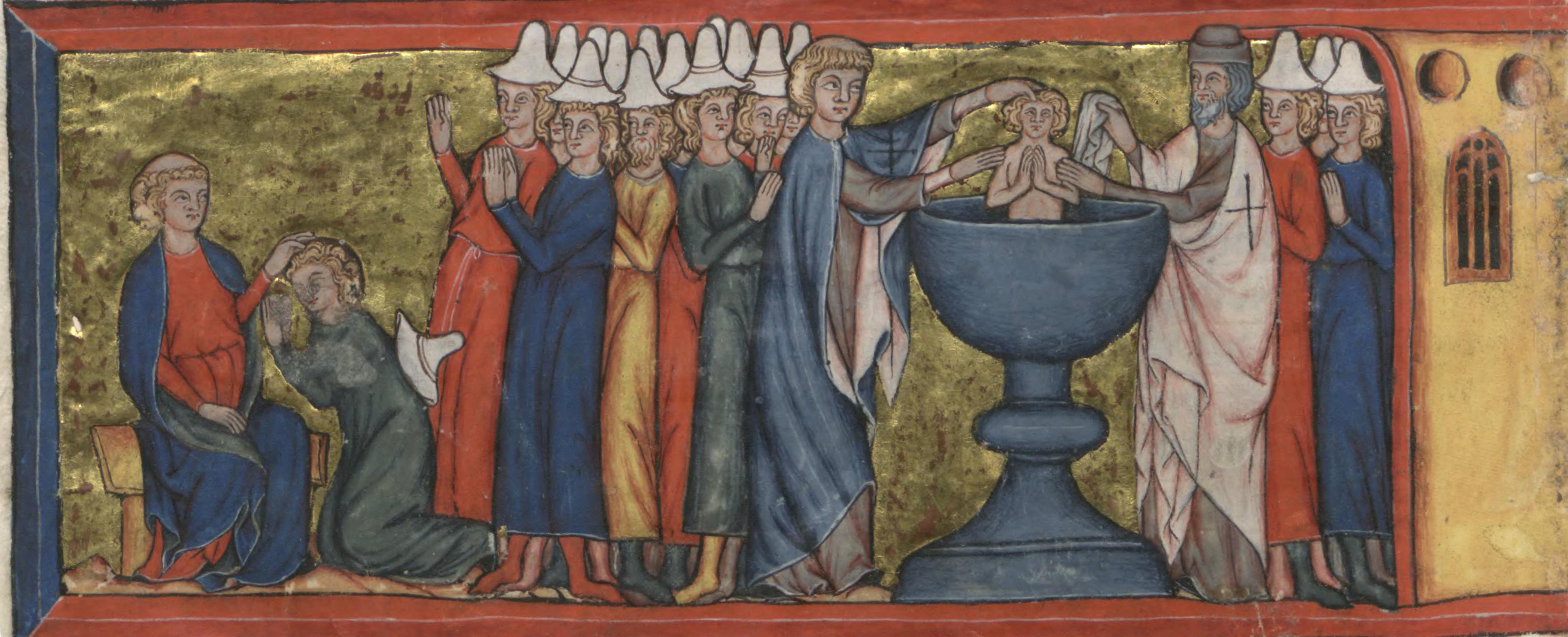
миниатюра Крещение евреев (из рукописи rps 64/III). У священников на плече чёрный крест — символ Тевтонского ордена

Содержательно Апокалипсис хорошо подходит как введение в мир идей Бонавентуры, который среди прочего подчеркивает священство Христа и продвигает образование для ордена францисканцев. Генрих фон Хеслер поставил перед собой в длинном экскурсе в «Апокалипсе» задачу проповедника. Предполагается, что освоение Тевтонским орденом произошло благодаря иконографии. Ссылки на работу находятся также в книжных инвентарях прусских орденских конвентов XIV века. Генрих повлиял на целый ряд духовных поэтов, среди которых на Николая Ерошина и Тило Кульмского.

## Издания
- Fragmente einer Dichtung des Heinrich von Hesler (sog. Erlösung).// von Heinemann: Aus zerschnittenen Wolfenbütteler Handschriften, Nr. 18 u. 19 und Elias Steinemyer: Noch einmal Heinrich von Hesler. оба в Zeitschrift für deutsches Altertum 32 (1888), S. 111—113 u. S. 446—449.
- Heinrich von Hesler: Das Evangelium Nicodemi. hg. von Karl Helm. Tübingen : Lit. Verein 1902 (Bibliothek des Litterarischen Vereins in Stuttgart ; 224). -(Nachdruck: Hildesheim [u.a.]: Olms 1976)
- Die Apokalypse Heinrichs von Hesler. Aus der Danziger Handschrift, hg. von Karl Helm Berlin : Weidmann 1907 (Deutsche Texte des Mittelalters 8).